# بیدا
بیدا (به عربی: بیداء) نام محلی میان شهر مکه و شهر مدینه است. بنابر روایات شیعه، لشکر سفیانی در حالی که از مدینه برای دستگیری مهدی بسوی مکه خارج می‌شود، در این مکان زمین لشکر سفیانی را در خود فرو می‌برد. به این رویداد خسف بیدا گفته می‌شود.
خسف بیدا یکی از 5نشانه اصلی ظهور امام دوازدهم شیعیان است.
سفیانی پس از تصرف شام لشگری به سوی کوفه و لشگری به سوی حجاز برای فتح مدینه می‌فرستد، هنگامی که سپاه سفیانی به منطقه ی بیدا رسید لشگریانش با اراده ی خدا به درون زمین فرو می رود به طوری که هنگامی که چوپانی از آن مکان رد می‌شود می‌گوید این چه کسی است که لباسش در خاک مانده.
دونفر از آنها زنده می‌مانند ولی گردن هایشان بر می‌گردد، یکی به سمت سفیانی می‌رود و دیگری به سمت یاران مهدی موعود، اولی که نذیر نام دارد خبر شکست به سفیانی می‌دهد و دومی که بشیر نام گرفته خبر پیروزی را به سپاه امام شیعیان می‌دهد.
عده ای این که یک نفر به بشیر و دیگری به نذیر معروف است را این می‌داند که عده ای به اجبار در سپاه سفیانی آمده اند و در حالی که او را قبول ندارند در سپاه او حضور دارند.
بشیر یکی از آن افراد است.